# Vespa iunceus
Vespa iunceus är en stekelart som beskrevs av Christ 1791. Vespa iunceus ingår i släktet Vespa och familjen Eumenidae. Inga underarter finns listade i Catalogue of Life.